# Wirkungstreffer
Als Wirkungstreffer bezeichnet man insbesondere beim Boxen Schläge, deren Wirkung den Gegner körperlich und geistig sichtbar beeinträchtigen.
Angestrebt werden Wirkungstreffer unter anderem im Profiboxen, Thaiboxen und Vollkontakt-Karate. Bei einigen anderen Kampfsportarten sind Wirkungstreffer dagegen unerwünscht und das Tragen einer entsprechenden Schutzausrüstung vorgeschrieben.
Kampfsportarten wie das traditionelle Karate oder das Sportfechten verzichten gänzlich auf Wirkungstreffer. Treffer werden dort nur angedeutet und ihre Wirkung durch Wertungspunkte symbolisiert.